# SV 1920 Hofheim
Der SV 1920 Hofheim (offiziell: Schachverein 1920 Hofheim am Taunus e. V.) ist ein deutscher Schachverein mit Sitz in Hofheim am Taunus.
Der Verein hat ca. 150 Mitglieder. In der Saison 2017/2018 verfügt er über acht Mannschaften von der Kreisklasse B bis hin zur Schachbundesliga, zwei Damenmannschaften (1. Frauenbundesliga und Hessische Frauenliga), sowie zahlreiche Jugendmannschaften.

## Geschichte
Der Verein wurde am 1. April 1920 durch 5 Schachfreunde im Hotel „Zur Krone“ gegründet. In der Saison 1925/1926 beteiligte sich der SV 1920 Hofheim erstmals an den Rundenkämpfen der Main-Taunus-Schachvereinigung. 1980 gelang die Qualifikation in die neue, einteilige Bundesliga. 1991 wurde die Frauenmannschaft gegründet, die direkt im ersten Anlauf den Hessenmeistertitel errang und seither in der 1. und 2. Bundesliga spielt.

## Sportliche Erfolge (Auszug)
- 1966: Bezirksmeister, Aufstieg in die Landesklasse
- 1969: Meister der Landesklasse West, Aufstieg verpasst
- 1973: Meister der Landesklasse West, Aufstieg in die hessische Oberliga
- 1974: Aufstieg in die vierteilige Bundesliga (Gruppe West)
- 1980: Qualifikation für die neue einteilige Bundesliga
- 1989: Meister der 2. Bundesliga Südwest, Aufstieg in die 1. Bundesliga
- 1991: Meister der 2. Bundesliga Südwest, Aufstieg verpasst
- 1991: Frauen Meister der Hessenliga, Aufstieg
- 1994: Meister der 2. Bundesliga Ost, Aufstieg in die 1. Bundesliga
- 2003: Meister der 2. Bundesliga Ost, Aufstieg in die 1. Bundesliga
- 2017: Aufstieg in die 1. Bundesliga[4]
- 2017: Aufstieg in die 1. Frauenbundesliga[4]

## Spiellokal
Der Spielbetrieb des SV 1920 Hofheim findet im Kellereigebäude in der Burgstraße in Hofheim statt.

## Bekannte Spieler
Erfolgreiche Spieler des Vereins nach Elo-Zahl:
- GM Andrij Wolokitin (2623)
- GM Jan-Christian Schröder (2549)
- GM Stanislav Savchenko (2479)
- GM Jörg Hickl (2547)
- IM Thore Perske (2446)
- GM Wolodymyr Gurewytsch (2470)
- IM Davit Lobzhanidze (2429)
- GM Gennadij Ginsburg (2441)
- IM Erik Zude (2402)

## Vereinsvorsitzende
- B. Maul (1920–1928)
- H. Göbel (1928–1931)
- B. Maul (1931–1935)
- J. Petry (1935–1936)
- J. Reichert (1936–1939)
- H. Gerhardt (1950–1955)
- L. Rauscher (1955–1958)
- H. Merkel (1958–1960)
- H. Handwerk (1961–1966)
- W. Binzen (1966–1980)
- W. Gordon (1980–2013)
- A. Zude (2013–)[7]